# Championnat du Luxembourg de football 1934-1935
Navigation
Saison précédente Saison suivante
La saison 1934-1935 du Championnat du Luxembourg de football était la 25e édition du championnat de première division au Luxembourg. Huit clubs sont regroupés au sein d'une poule unique où ils se rencontrent deux fois, à domicile et à l'extérieur. En fin de saison, pour permettre le passage du championnat de 8 à 10 clubs, les 2 premiers de Promotion d'Honneur (la deuxième division luxembourgeoise) sont promus tandis que les 2 derniers du classement disputent une poule de promotion-relégation avec les 3e et 4e de Promotion d'Honneur.
C'est le club du CA Spora Luxembourg, tenant du titre, qui remporte à nouveau le championnat en terminant en tête du classement final, avec 3 points d'avance sur les Red Boys Differdange et 6 sur le duo composé de l'US Dudelange et de la Jeunesse d'Esch. C'est le 5e titre de champion du Luxembourg du club.

## Les 8 clubs participants
| - CA Spora Luxembourg - Jeunesse d'Esch - Red Boys Differdange - Red Black Pfaffenthal - Promu de Promotion d'Honneur - Aris Bonnevoie - Promu de Promotion d'Honneur - Progrès Niedercorn - Union Luxembourg - US Dudelange |

## Compétition

### Classement
Le barème utilisé pour établir le classement est le suivant :
- Victoire : 2 points
- Match nul : 1 point
- Défaite, forfait ou abandon : 0 point

| Rang | Équipe                    | Pts | J  | G | N | P | Bp | Bc | Diff |  | Résultats (▼ dom., ► ext.) | Spo | RBD | Jeu | Dud | Pfa | Uni | Ari | Nie |
| ---- | ------------------------- | --- | -- | - | - | - | -- | -- | ---- |  | -------------------------- | --- | --- | --- | --- | --- | --- | --- | --- |
| 1    | CA Spora Luxembourg (T)   | 20  | 14 | 9 | 2 | 3 | 33 | 15 | +18  |  | CA Spora Luxembourg (T)    |     | 2-2 | 4-1 | 3-1 | 1-2 | 3-2 | 6-1 | 4-0 |
| 2    | Red Boys Differdange      | 17  | 14 | 8 | 1 | 5 | 40 | 27 | +13  |  | Red Boys Differdange       | 1-3 |     | 4-1 | 1-5 | 2-1 | 5-2 | 3-0 | 1-2 |
| 3    | Jeunesse d'Esch (C)       | 14  | 14 | 6 | 2 | 6 | 27 | 24 | +3   |  | Jeunesse d'Esch (C)        | 0-0 | 2-0 |     | 7-1 | 2-0 | 1-2 | 4-2 | 3-1 |
| 4    | US Dudelange              | 14  | 14 | 6 | 2 | 6 | 35 | 40 | -5   |  | US Dudelange               | 2-1 | 2-8 | 4-3 |     | 1-1 | 6-1 | 2-3 | 3-0 |
| 5    | Red Black Pfaffenthal (P) | 13  | 14 | 4 | 5 | 5 | 21 | 23 | -2   |  | Red Black Pfaffenthal (P)  | 0-1 | 3-4 | 1-1 | 4-1 |     | 0-0 | 4-1 | 2-1 |
| 6    | Union Luxembourg          | 13  | 14 | 5 | 3 | 6 | 27 | 31 | -4   |  | Union Luxembourg           | 1-0 | 3-1 | 1-2 | 1-3 | 2-2 |     | 5-1 | 2-2 |
| 7    | Aris Bonnevoie (P)        | 11  | 14 | 5 | 1 | 8 | 27 | 39 | -12  |  | Aris Bonnevoie (P)         | 2-3 | 0-4 | 2-0 | 2-2 | 5-0 | 2-4 |     | 3-1 |
| 8    | Progrès Niedercorn        | 10  | 14 | 4 | 2 | 8 | 20 | 31 | -11  |  | Progrès Niedercorn         | 0-2 | 1-4 | 2-0 | 5-2 | 1-1 | 3-1 | 1-3 |     |

### Poule de promotion-relégation
Les 7e et 8e de Division d'Honneur retrouvent les 3e et 4e de Promotion d'Honneur afin de connaître les 2 derniers clubs autorisés à participer à la première édition du championnat à 10 clubs. Ils sont regroupés en une poule unique et se rencontrent une seule fois. Les deux premiers clubs sont promus ou se maintiennent en première division. Les 2 autres joueront en Promotion d'Honneur la saison prochaine.
| Rang | Équipe                        | Pts | J | G | N | P | Bp | Bc | Diff |  | Résultats (▼ dom., ► ext.)    | Ari | Sch | Nie | Dud |
| ---- | ----------------------------- | --- | - | - | - | - | -- | -- | ---- |  | ----------------------------- | --- | --- | --- | --- |
| 1    | Aris Bonnevoie                | 4   | 2 | 2 | 0 | 0 | 8  | 2  | +6   |  | Aris Bonnevoie                |     |     | 3-1 | 5-1 |
| 2    | The National Schifflange (D2) | 4   | 2 | 2 | 0 | 0 | 5  | 3  | +2   |  | The National Schifflange (D2) |     |     |     | 2-1 |
| 3    | Progrès Niedercorn            | 2   | 3 | 1 | 0 | 2 | 7  | 7  | 0    |  | Progrès Niedercorn            |     | 2-3 |     | 4-1 |
| 4    | Stade Dudelange (D2)          | 0   | 3 | 0 | 0 | 3 | 3  | 11 | -8   |  | Stade Dudelange (D2)          |     |     |     |     |

- Le match entre l'Aris Bonnevoie et The National Schifflange n'est pas disputé, les deux formations étant assurées de participer à la Division d'Honneur la saison prochaine.

## Bilan de la saison
| Championnat du Luxembourg de football 1934-1935 |                                |
| Champion                                        | CA Spora Luxembourg (5e titre) |
| Coupes et trophées                              |                                |
| Vainqueur de la Coupe du Luxembourg 1934-1935   | Jeunesse d'Esch                |
| Promotions et relégations                       |                                |
| Promus en Division d'Honneur                    | The National Schifflange       |
| Promus en Division d'Honneur                    | AS Differdange                 |
| Promus en Division d'Honneur                    | CS Fola Esch                   |
| Relégués en Promotion d'Honneur                 | Progrès Niedercorn             |